# Unione Sportiva Piombino 1953-1954
Questa voce raccoglie le informazioni riguardanti l'Unione Sportiva Piombino nelle competizioni ufficiali della stagione 1953-1954.

## Stagione
Nella stagione 1953-1954 il Piombino disputò il terzo campionato di Serie B della sua storia, classificandosi ultimo in classifica a 27 punti e retrocedendo così in Serie C al termine.

## Divise
| 1ª divisa |

## Organigramma societario
Area direttiva
- Presidente: Baldino Giusti

Area tecnica
- Allenatore: Ferruccio Valcareggi

## Rosa
| N. |                   | Ruolo | Calciatore        |
| -- | ----------------- | ----- | ----------------- |
|    | Italia (bandiera) | P     | Arnaldo Albenzi   |
|    | Italia (bandiera) | P     | Doriano Carlotti  |
|    | Italia (bandiera) | D     | Luigi Coeli       |
|    | Italia (bandiera) | D     | Bruno Mezzacapo   |
|    | Italia (bandiera) | D     | Pasquale Morisco  |
|    | Italia (bandiera) | C     | Ilio Borda        |
|    | Italia (bandiera) | C     | Fabio Brandolisio |
|    | Italia (bandiera) | C     | Luigi Falchi      |
|    | Italia (bandiera) | C     | Pietro Fiorindi   |
|    | Italia (bandiera) | C     | Gustavo Fiorini   |
|    | Italia (bandiera) | C     | Attilio Gelli     |

| N. |                   | Ruolo | Calciatore           |
| -- | ----------------- | ----- | -------------------- |
|    | Italia (bandiera) | C     | Evo Lorenzelli       |
|    | Italia (bandiera) | C     | Cesare Meucci        |
|    | Italia (bandiera) | C     | Ferruccio Valcareggi |
|    | Italia (bandiera) | A     | Gianni Basile        |
|    | Italia (bandiera) | A     | Giovanni Colombelli  |
|    | Italia (bandiera) | A     | Gino Ieri            |
|    | Italia (bandiera) | A     | Antonio Pellis       |
|    | Italia (bandiera) | A     | Pasquale Sansolini   |
|    | Italia (bandiera) | A     | Luciano Serena       |
|    | Italia (bandiera) | A     | Valentino Valli      |

## Risultati

### Serie B

#### Girone di andata
| Arbitro: | Grandville (Roma) |

|                             |           |  |
| Battistella 38’ Turconi 69’ | Marcatori |  |

| Arbitro: | Alterio (Roma) |

|                                                    |           |              |
| Falchi 5’ Basile 59’ Fiorindi 71’ Valli 85’ (rig.) | Marcatori | 34’ De Prati |

| Arbitro: | Coppa (Mariano Comense) |

|           |           |  |
| Zecca 59’ | Marcatori |  |

| Piombino 4 ottobre 1953 4ª giornata | Piombino          | 0 – 0 referto | Pavia | Stadio Magona d'Italia (1 000 spett.)\| Arbitro: \| Marchese (Napoli) \| |
| Arbitro:                            | Marchese (Napoli) |               |       |                                                                          |

| Arbitro: | Occhinegro (Taranto) |

|                        |           |              |
| Forlani 2’ Tambani 13’ | Marcatori | 86’ Fiorindi |

| Piombino 18 ottobre 1953 6ª giornata | Piombino         | 0 – 0 referto | Messina | Stadio Magona d'Italia (1 000 spett.)\| Arbitro: \| Ferrari (Milano) \| |
| Arbitro:                             | Ferrari (Milano) |               |         |                                                                         |

| Arbitro: | Perego (Milano) |

|            |           |                          |
| Serena 35’ | Marcatori | 15’ Bassetti 75’ Manenti |

| Arbitro: | Ferrari (Milano) |

|                      |           |  |
| Marra 56’ Fabris 59’ | Marcatori |  |

| Arbitro: | De Leo (Venezia) |

|  |           |             |
|  | Marcatori | 54’ Pratesi |

| Arbitro: | Grillo (Afragola) |

|                         |           |  |
| Golin 31’ Mezzalira 55’ | Marcatori |  |

| Piombino 29 novembre 1953 11ª giornata | Piombino         | 0 – 0 referto | Fanfulla | Stadio Magona d'Italia (1 000 spett.)\| Arbitro: \| Menchini (Udine) \| |
| Arbitro:                               | Menchini (Udine) |               |          |                                                                         |

| Arbitro: | Grignani (Milano) |

|                  |           |  |
| Robotti 54’, 61’ | Marcatori |  |

| Arbitro: | Coppa (Mariano Comense) |

|                                                           |           |  |
| Lerici 4’ Campi 39’, 85’ Campagnoli 57’ Serone 83’ (rig.) | Marcatori |  |

| Arbitro: | Grignani (Milano) |

|                         |           |  |
| Giammarinaro 28’ (aut.) | Marcatori |  |

| Arbitro: | Lo Bello (Siracusa) |

|               |           |  |
| Pavanello 41’ | Marcatori |  |

| Arbitro: | Moriconi (Roma) |

|                 |           |  |
| Matè 24’ (aut.) | Marcatori |  |

| Brescia 17 gennaio 1954 17ª giornata | Brescia          | 0 – 0 referto | Piombino | Stadium di viale Piave (5 000 spett.)\| Arbitro: \| Bonetto (Torino) \| |
| Arbitro:                             | Bonetto (Torino) |               |          |                                                                         |

#### Girone di ritorno
| Arbitro: | Liverani (Torino) |

|            |           |  |
| Pellis 50’ | Marcatori |  |

| Arbitro: | Boati (Milano) |

|                  |           |             |
| Masiero 20’, 71’ | Marcatori | 78’ Fiorini |

| Arbitro: | Corallo (Lecce) |

|            |           |               |
| Basile 37’ | Marcatori | 38’ Matteucci |

| Arbitro: | Menchini (Udine) |

|            |           |             |
| Fiorio 90’ | Marcatori | 36’ Fiorini |

| Piombino 28 febbraio 1954 22ª giornata | Piombino          | 0 – 0 referto | Monza | Stadio Magona d'Italia (1 000 spett.)\| Arbitro: \| Grandville (Roma) \| |
| Arbitro:                               | Grandville (Roma) |               |       |                                                                          |

| Messina 7 marzo 1954 23ª giornata | Messina         | 0 – 0 referto | Piombino | Stadio Giovanni Celeste (5 000 spett.)\| Arbitro: \| Moriconi (Roma) \| |
| Arbitro:                          | Moriconi (Roma) |               |          |                                                                         |

| Arbitro: | Marangio (Roma) |

|                                  |           |  |
| Klein 8’ Quoiani 38’ Manenti 72’ | Marcatori |  |

| Arbitro: | Guarnaschelli (Pavia) |

|  |           |                                |
|  | Marcatori | 32’ (rig.) David 84’ Quaresima |

| Busto Arsizio 28 marzo 1954 26ª giornata | Pro Patria       | 0 – 0 referto | Piombino | Stadio Comunale (4 000 spett.)\| Arbitro: \| Menchini (Udine) \| |
| Arbitro:                                 | Menchini (Udine) |               |          |                                                                  |

| Arbitro: | Maurelli (Roma) |

|                |           |              |
| Valli 67’, 90’ | Marcatori | 8’ Torriglia |

| Arbitro: | Arpaia (Roma) |

|                            |           |  |
| Lulich 40’ Genero 60’, 74’ | Marcatori |  |

| Arbitro: | Boati (Milano) |

|                                    |           |                                     |
| Valli 8’, 85’ Pellis 19’, 53’, 56’ | Marcatori | 60’ (rig.), 74’ De Andreis 65’ Cori |

| Arbitro: | Marangio (Roma) |

|                      |           |  |
| Valli 62’ Pellis 82’ | Marcatori |  |

| Arbitro: | De Gregorio (Legnano) |

|  |           |          |
|  | Marcatori | 17’ Ieri |

| Arbitro: | Valsecchi (Milano) |

|            |           |                 |
| Pellis 48’ | Marcatori | 39’ Scagliarini |

| Arbitro: | Alterio (Roma) |

|                           |           |  |
| Novello 45’ Agnoletto 55’ | Marcatori |  |

| Arbitro: | Fornari (Bologna) |

|            |           |              |
| Pellis 45’ | Marcatori | 18’ Marchesi |

## Statistiche

### Statistiche di squadra
| Competizione | Punti | In casa | In casa | In casa | In casa | In casa | In casa | In trasferta | In trasferta | In trasferta | In trasferta | In trasferta | In trasferta | Totale | Totale | Totale | Totale | Totale | Totale | DR  |
| Competizione | Punti | G       | V       | N       | P       | Gf      | Gs      | G            | V            | N            | P            | Gf           | Gs           | G      | V      | N      | P      | Gf     | Gs     | DR  |
| ------------ | ----- | ------- | ------- | ------- | ------- | ------- | ------- | ------------ | ------------ | ------------ | ------------ | ------------ | ------------ | ------ | ------ | ------ | ------ | ------ | ------ | --- |
| Serie B      | 27    | 17      | 7       | 7       | 3       | 20      | 13      | 17           | 1            | 4            | 12           | 4            | 28           | 34     | 8      | 11     | 15     | 24     | 41     | -17 |

### Statistiche dei giocatori[4]
| Giocatore      | Serie B  | Serie B |
| Giocatore      | Presenze | Reti    |
| -------------- | -------- | ------- |
| A. Albenzi     | 3        | -4      |
| G. Basile      | 25       | 2       |
| I. Borda       | 1        | 0       |
| F. Brandolisio | 9        | 0       |
| D. Carlotti    | 31       | -37     |
| L. Coeli       | 28       | 0       |
| G. Colombelli  | 10       | 0       |
| L. Falchi      | 15       | 1       |
| P. Fiorindi    | 27       | 2       |
| G. Fiorini     | 19       | 2       |
| A. Gelli       | 30       | 0       |
| G. Ieri        | 8        | 1       |
| E. Lorenzelli  | 12       | 0       |
| C. Meucci      | 31       | 0       |
| B. Mezzacapo   | 12       | 0       |
| P. Morisco     | 24       | 0       |
| A. Pellis      | 17       | 7       |
| P. Sansolini   | 4        | 0       |
| L. Serena      | 8        | 1       |
| F. Valcareggi  | 29       | 0       |
| V. Valli       | 31       | 6       |